# Emanuel Larsen (skuespiller)
 Der er flere personer med dette navn, se Emanuel Larsen.
Emmanuel Lorentz Larsen (født 18. september 1865, død 16. juni 1917) var en dansk skuespiller.

## Filmografi
- 1910: Samvittighedens Stemme
- 1913: Den lurende Død
- 1913: Kuldsejleren
- 1913: Et Syndens Barn
- 1913: Scenens Børn
- 1914: Ansigtet bag Ruden
- 1914: Gidslet
- 1915: Flyverspionen
- 1916: Druknet i Flammehavet
- 1917: Et Expres-Giftermaal